# 神の子どもたちはみな踊る (小説)
『神の子どもたちはみな踊る』（かみのこどもたちはみなおどる）は、村上春樹の短編小説。村上は『新潮』1999年8月号から12月号まで、「地震のあとで」と題する連作の短編小説を続けて掲載した。本作品は10月号に発表されたその3作目。2008年にアメリカ合衆国で映画化された。

## あらすじ
阿佐ヶ谷の賃貸マンションで新興宗教の熱心な信者である母親と暮らしている善也は25歳、神谷町にある出版社に勤めている。ある事情から一人暮らしを始めることができない。母親や導き手の田端さんは、善也が「天におられる「お方さま」の子」であると信じている。帰宅途中、霞ヶ関駅で地下鉄を乗り換えるときに耳たぶの欠けた男を目撃し、若い頃、完璧な避妊を行いながら母親を妊娠させた医師ではないかと疑い、迷いもなくあとをつけることを決める。
大学時代踊り方が蛙に似ているからという理由で恋人から「かえるくん」というあだ名を付けられた善也は、辿り着いた野球場で一人で踊り始めた。どこかから誰かに見られている気配があったが、善也は思う。それが誰であれ、見たければ見ればいい。神の子どもたちはみな踊るのだ。
善也は三日前に信者さんたちと神様のお使いのボランティアで地震に襲われた関西に出かけた母親のことを思い、別れた恋人のことを思った。それから病死した田端さんに最後に会ったとき、田端さんが善也の母に対して邪念(欲情)を抱いていたことを告白したこと、善也は黙って田端さんの手を取り、長い間握っていたことを思い出した。

## エピソード
主人公の後見人（田端さん）が主人公の母に欲情していたことを主人公（善也）に告白するというクライマックスは、数ヶ月後、2000年に発表されたカズオ・イシグロの『わたしたちが孤児だったころ』のクライマックスと同じである。

## 英訳
| タイトル | All God's Children Can Dance                   |
| 翻訳     | ジェイ・ルービン                               |
| 初出     | 『Harper's Magazine』2001年10月号              |
| 収録書籍 | 『after the quake』（クノップフ社、2002年8月） |

各国語の翻訳の詳細は「神の子どもたちはみな踊る#翻訳」を参照のこと。

## 映画
短編小説「神の子どもたちはみな踊る」を原作として、2008年にアメリカ合衆国で製作され、日本では2010年10月30日に公開された。PG-12指定。
原作は日本を舞台としており、登場人物もすべて日本人だが、映画では舞台を米国に変更して登場人物もすべて米国人となっており、それにともなって設定やストーリーに大幅な変更が加えられている。また原作では主人公・善也の回想としてのみ登場する、善也が過去につきあっていた女の子が、映画では主人公・ケンゴが現在つきあっているサンドラに変更されている。

### 出演
（）内は原作の相当する人物
- ケンゴ（善也） - ジェイソン・リュウ
- イヴリン（善也の母親） - ジョアン・チェン
- サンドラ（善也が大学時代につきあっていた女の子） - ソニア・キンスキー
- グレン（田端さん） - ツィ・マー
- - ジョン・フレック

### スタッフ
- 監督 - ロバート・ログヴァル
- 原作 - 村上春樹『神の子どもたちはみな踊る』（新潮社刊『神の子どもたちはみな踊る』所収）より
- 製作 - スティーヴ・ゴリン、シドニー・キンメル
- 脚本 - スコット・コフィ

## テレビドラマ
2025年に、本作と「UFOが釧路に降りる」「アイロンのある風景」「かえるくん、東京を救う」を原作としたオムニバスのテレビドラマ『地震のあとで』がNHK総合の「土曜ドラマ」枠で放送された。原作の舞台を1995年だけでなく2025年にいたる設定に置き換えることで、“今”に続く“地震のあと”の30年の時間を描いており、本作を原作とする第3話の舞台は2011年と2020年に変更されている。